# Hannelore Elsner
Hannelore Elsner, född 26 juli 1942 i Burghausen, död 21 april 2019 i München, var en tysk skådespelare. Hon gjorde sedan filmdebuten 1959 många huvudroller i tysk film, spelade med i flera TV-serier och tilldelades många utmärkelser.

## Filmografi
- 1961 – Röjarskivan
- 1962 – Die endlose Nacht
- 1970 – Veteranligan
- 1973 – Resan till Wien
- 1975 – En flyktings återkomst
- 1987 – Kliniken (TV-serie)
- 1994 – Die Kommissarin (TV-serie)
- 2000 – Den oberörbara
- 2003 – Rot und Blau
- 2004 – Alles auf Zucker!
- 2011 – Das Blaue vom Himmel
- 2014 – Der letzte Mentsch